# Vera (cràter)
|  | No s'ha de confondre amb Vega (cràter) o Veta (cràter). |

Vera (del nom de dona en llatí Vera) és un petit cràter situat a la part central del Oceanus Procellarum, a la cara visible de la Lluna. El cràter està envoltat per les Rimae Prinz, amb el cràter Ivan molt proper al nord-est i Prinz al sud-sud-oest. Altres cràters propers són Van Biesbroeck, Krieger, Rocco i Ruth al nord-oest; i Ångström a l'est nord-est. També a l'oest del cràter apareixen les Rimae Aristarchus, i a l'est les muntanyes Harbinger.
La Rima Prinz és un canal sinuós (una rima lunar) tallat pel flux de lava. És just al nord del cràter Prinz, a uns 100 km a l'est de l'altiplà d'Aristarchus, a l'Oceanus Procellarum. Se suposa que la font de la lava és el mateix cràter Vera. Junts creen l'aparença d'una serp amb el cap prop de la vora del cràter Prinz i el cos que s'estén uns 75 km, primer a l'oest i després gira bruscament cap al nord.
Abans de rebre el nom actual el 1976, Vera era denominada com el cràter satèl·lit Prinz A.